# Luísa Francisca de Bourbon (1707–1743)
Luísa Francisca de Bourbon (Louise Françoise de Bourbon; Versalhes, 4 de dezembro de 1707 – Dreux, 19 de agosto de 1743), conhecida como Mademoiselle du Maine foi uma princesa francesa da Casa de Bourbon. Era filha de Luís Augusto, Duque de Maine, filho ilegítimo do rei Luís XIV de França, e de Luísa Benedita de Bourbon.

## Biografia

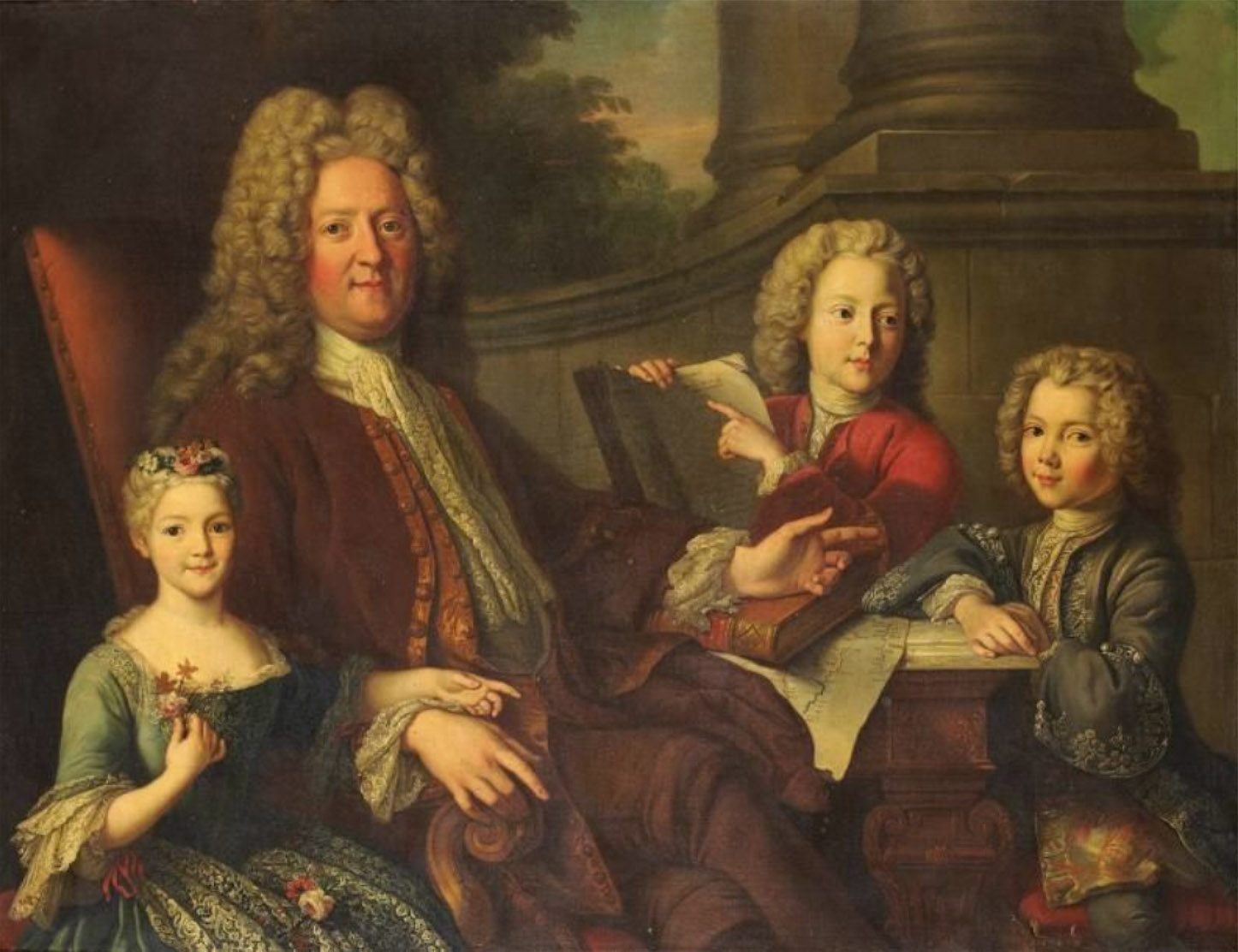
Mademoiselle du Maine e sua família, por Jean-Baptiste van Loo.

Nascida no Palácio de Versalhes em 4 de dezembro de 1707, Luísa Francisca era filha de Luís Augusto, Duque de Maine, filho ilegítimo nascido da relação entre o rei francês Luís XIV e Madame de Montespan, e de Luísa Benedita de Bourbon, neta do célebre general francês Luís, Grande Condé. Sua mãe era filha de Ana Henriqueta da Baviera, uma neta de Isabel Stuart, o que fazia com que Luísa Francisca descendesse da família real inglesa por parte da mãe.
Em 1740 foi cogitada como candidata para esposa de Jaime I, Príncipe de Mônaco, entretanto Luísa Francisca nunca se casou e e nem teve filhos. Ela morreu em 19 de agosto de 1743 aos trinta e cinco anos no Castelo d'Anet e, foi sepultada na capela do mesmo.